# Темертей, Джеймс Константин
Темертей Константин (Джеймс) Илькович родился в семье раскулаченных, Раисы Новиковой и Ильи Темертея, которые поженились в 1938 году. Отец Ильи Константин был выслан на Север, где он и погиб. В 1943 году Темертеи были высланы в Третий рейх. По дороге, в городе Кошице (Словакия), в них родилась дочь Людмила, которая впоследствии стала художницей.
Константин Темертей учился в университете Конкордия в Монреале, где окончил факультет общественных наук, изучал политологию, получив степень бакалавра по гуманитарным наукам. Получив образование, начал свою трудовую деятельность в представительстве компании IBM в Монреале и нескольких городах США. Впоследствии им была основана собственная компания «Компьютерленд» с одноимённой частной сетью магазинов. Вместе с тем, Темертей становится руководителем и владельцем контрольного пакета акций одной из крупнейших на Северо-Американском континенте посреднических фирм, которые распространяют программное обеспечение для персональных компьютеров. Компания имеет своих представителей в 32-х городах США и Канады. В 1987 году основал компанию «Нортланд Пауэр Инкорпорейтед», специализацией которой является энергосберегающие ресурсы, а в собственности компании находятся четыре электростанции в Канаде. Компания «Нортланд Пауэр Инкорпорейтед», председателем правления которой является К. Темертей, имеет в своём арсенале 51 % акций Дарницкой ТЭЦ в Киеве. К. Темертей занимает активную общественную позицию в Канаде, он возглавляет Совет директоров Королевского музея Онтарио, Совет директоров «Софтчойз Корпорейшн», является директором и исполняющим обязанности председателя правления «Айрогуйес Феллс Пауэр Корпорейшн», директором Канадской фонда психиатрических исследований, членом административного совета «Сонни мостовую энд Вуменс Колледж Хелс Сайенс Центр». Бизнесмен был некоторое время директором Симфонического оркестра в Торонто, финансово обеспечивая его существование. Также возглавил Канадский фонд психиатрических исследований. И это не все должности в деловом мире Канады и Америки. Филантроп имеет много наград и среди них — Орден Канады. В 1968 году Константин Темертей женился на Луизе-Арканд, они имеют двух дочерей — Мелиссу и Лею
К. Темертей принадлежит к когорте крупнейших украинских меценатов современности. Пётр Дмитриевич Яцык предложил ему стать членом Лиги украинских меценатов, а также он стал директором его Образовательного фонда, пока не основал собственный. Канадский предприниматель является членом Консультативного совета по вопросам иностранных инвестиций при Президенте Украины. Также он возглавлял комитет и финансировал торжества, связанные с празднованием 100-летнего юбилея переселения первых украинцев в Канаду.
В 2006 году награждён орденом «За заслуги» III степени.
В 2008 году стал членом ордена Канады.
В 2013 году бизнесмен и филантроп из Канады, основатель благотворительной организации «Украинско-еврейские встречи» Джеймс Константин Темертей был удостоен первой медали имени митрополита Андрея Шептицкого.
В 2015 году награждён орденом князя Ярослава Мудрого V степени.
В 2021 году награждён орденом князя Ярослава Мудрого IV степени.